# Pacífico Seguros
Pacífico Seguros (siendo su nombre legal Pacífico-Compañía de Seguros y Reaseguros S.A.) es una empresa de seguros peruana. Pertenece tanto al conglomerado Credicorp, el cual también es dueño del Banco de Crédito del Perú (BCP), como a la corporación estadounidense American International Group. Su actual sede está ubicada en el distrito de San Isidro, en la ciudad de Lima.
En 2024, fue la segunda aseguradora más grande de Perú. con cerca del 25% de las primas según la Superintendencia de Banca y Seguros del Perú, por detrás de Rimac seguros.

## Historia
La empresa se constituyó en septiembre de 1992 como resultado de la fusión de «El Pacífico Compañía de Seguros y Reaseguros» y «Peruano Suiza Compañía de Seguros y Reaseguros» que fueron fundadas en 1943 y 1948 respectivamente. El nombre legal de esta nueva empresa, en sus inicios, fue El Pacífico-Peruano Suiza Compañía de Seguros y Reaseguros S.A. Obtuvo el grado de inversión internacional de «Fitch Ratings» («BBB-») y «Moody’s» («Baa3»); en 2011, la compañía alcanzó la calificación de riesgo «BBB» por parte de «Fitch Ratings».
Su actual gerente general es César Rivera Wilson.

## Divisiones
La empresa cuenta con tres subsidiarias para atender la diversidad de su mercado: 
- «Pacífico EPS»
- «Pacífico Vida»
- «Pacífico Seguros»

En el año 2012, su oficina principal estaba localizada en Avenida Juan de Arona #830 en el distrito limeño de San Isidro, situado en la provincia de Lima.